# Vườn quốc gia El Imposible
Vườn quốc gia El Imposible (Tây Ban Nha: Parque Nacional El Imposible) là một khu rừng nhiệt đới và là một vườn quốc gia ở El Salvador. Nó được thành lập vào ngày 1 tháng 1 năm 1989 và có diện tích 38,20 km vuông. El Imposible được đặt tên cho một hẻm núi nguy hiểm từng cướp đi sinh mạng của những người nông dân vận chuyển cà phê trên những con la đến bến cảng bên bờ Thái Bình Dương. El Imposible nằm trong dãy núi Apaneca Ilamatepec ở độ cao từ 300 đến 1450 mét so với mực nước biển, bao gồm tám con sông thượng nguồn cho Barra de Santiago và các khu rừng ngập mặn dọc theo bờ biển.
Đây là nơi sinh sống của nhiều loài động thực vật gồm báo sư tử, mèo đốm Oncilla, đại bàng mào dài, lợn rừng. Từ một cao điểm trong vườn quốc gia có thể nhìn thấy Thái Bình Dương. Năm 1992, vườn quốc gia đã được đưa vào danh sách di sản dự kiến của UNESCO.